# Christiane Martel
Pour les articles homonymes, voir Martel et Magnani.
Christiane Martel, née Christiane Magnani le 18 janvier 1936 à Piennes en Meurthe-et-Moselle, est une actrice et mannequin franco-mexicaine.
Elle a été élue Miss Univers 1953, représentant la France avec le titre de Miss Cinémonde.

## Biographie

### Famille
Issue d'une famille modeste d'origine italienne, Christiane Magnani naît à Piennes, dans le département de Meurthe-et-Moselle, et y vit jusqu’à ses 4 ans. Elle est la sœur cadette de Georgette Magnani, qui épousera en février 1954 le cinéaste américain Vincente Minnelli (1903-1986), avant de divorcer en 1957.
En 1940, la famille s’installe à Loudun dans le département de la Vienne.

### Premiers concours de beauté
Mannequin pour une maison de couture, Christiane Magnani remporte, à partir de 1952, plusieurs concours de beauté, notamment Miss Châtellerault, Miss Centre, puis celui de la « plus belle Italienne de France ».
En 1953, elle quitte Châtellerault pour tenter sa chance à Paris comme actrice. Elle prend alors le pseudonyme de Christiane Martel en l'honneur du chef des Francs Charles Martel car elle avait beaucoup aimé les villes de Châtellerault et de Poitiers dans son enfance. Elle est élue Miss Cinémonde — du nom de la revue hebdomadaire française de cinéma — par des metteurs en scène et des acteurs.

### Miss Univers 1953
En janvier 1953, Sylviane Carpentier, Miss Picardie 1952, est élue Miss France 1953 puis devient la 2e dauphine de Miss Europe début 1953. Préparant son mariage, Sylviane Carpentier refuse de se présenter aux concours Miss Univers et Miss Monde. Elle est donc remplacée pour le concours Miss Univers par Christiane Martel, récemment élue Miss Cinémonde, et pour le concours de Miss Monde par Denise Perrier. Christiane Martel représente alors son pays lors du 2e concours de Miss Univers se déroulant au Long Beach Municipal Auditorium de Long Beach, en Californie aux États-Unis le 18 juillet 1953. Face à 25 concurrentes, elle est sacrée Miss Univers, succédant à la Finlandaise Armi Kuusela et devenant la première Française à obtenir le titre. Elle est couronnée par l'actrice américaine Julie Adams. Elle restera la seule Française à gagner le titre de Miss Univers jusqu'à Iris Mittenaere en janvier 2017.
Au moment de son couronnement, Christiane Martel, âgée de 17 ans, mesurait 1,68 m, pesait 57 kilogrammes et ses mensurations étaient 83-52-85.

### Carrière et vie privée
Peu après l'obtention du titre de Miss Univers, Christiane Martel obtient un contrat avec les studios Universal à Hollywood et commence une carrière d’actrice internationale en 1954, jouant dans des films comme Yankee Pasha, So This Is Paris, film de 1955 avec Tony Curtis, Corazón salvaje, Viva el Amor!, Rosa blanca et Lions au soleil.
En 1954, elle est brièvement l'épouse de Ronnie Marengo, un riche héritier américain.
Le 28 juillet 1954, de nouveau à Long Beach en Californie, elle remet son titre de Miss Univers à Miriam Stevenson, Miss USA élue Miss Univers 1954, et elle poursuit sa carrière d'actrice.
En 1958, elle quitte la France pour s'installer au Mexique et épouse, en mars 1961, en deuxièmes noces, Miguel Alemán Velasco (es), fils de l'ancien président du Mexique Miguel Alemán Valdés, qui devient par la suite gouverneur de l'État de Veracruz. Ils ont par la suite quatre enfants.
Entre 1954 et 1962, elle a joué dans 26 films, essentiellement dans des productions hollywoodiennes et italiennes.
Le 24 juillet 1978, elle fait partie des juges de l'élection de Miss Univers qui a lieu au Centro de Convenciones d'Acapulco au Mexique. Elle apparaît aux élections de Miss Univers 1989, 1993 et 2007 qui ont lieu au Mexique.
Le 13 décembre 1996, elle est la présidente du jury de l'élection de Miss France 1997 se déroulant au Palais des congrès du Futuroscope et retransmise en direct sur TF1.
À l'initiative de la directrice générale de la Société Miss France Sylvie Tellier, Christiane Martel est, le 3 décembre 2011, l'invitée d'honneur de l'élection de Miss France 2012. Elle participe à l'annonce des douze demi-finalistes aux côtés de Sylvie Tellier et Jean-Pierre Foucault.

## Filmographie

### Cinéma
- 1954 : Yankee Pasha de Joseph Pevney : Une fille du harem
- 1955 : So This Is Paris de Richard Quine : Christiane
- 1955 : Abajo el telón de Miguel M. Delgado : Lulu Duval
- 1956 : Corazón salvaje de Juan José Ortega : Aimée de Molnar
- 1956 : Bataclan mexicano de Raúl de Anda : Christiane
- 1956 : Adam et Eve d'Alberto Gout : Eve
- 1958 : Viva el amo! de Mauricio de la Serna : Patricia Morlaine
- 1959 : Senoritas de Fernando Mendez : Leti Williams
- 1959 : The Little Savage de Byron Haskin : Nanoa Ribaud
- 1959 : La estampida de Raúl de Anda : Maria Santos
- 1959 : Yo pecador d'Alfonso Corona Blake : Hazel Parker
- 1959 : Tipi da spiaggia de Mario Mattoli : Barbara Patton
- 1960 : Infierno de almas de Benito Alazraki : Yvonne
- 1960 : Poker de reinas de Benito Alazraki : Lisette
- 1960 : Impacienca del corazon de Tito Davison : Annette
- 1961 : Ojos tapatios de Gilberto Martinez Solares : Marta
- 1961 : El padre Pistolas de Julian Soler : Ana Maria
- 1961 : Juana Gallo de Miguel Zacarias : Ninon
- 1961 : Rosa blanca de Roberto Gavaldon : Georgette
- 1961 : Lions au soleil (Leoni al sole) de Vittorio Caprioli